# キング・デイヴィッド・ホテル爆破事件
キング・デイヴィッド・ホテル爆破事件（キング・デイヴィッド・ホテルばくはじけん、ヘブライ語: פיצוץ מלון המלך דוד, 英語: King David Hotel bombing）は、1946年7月22日に、過激派シオニストである非合法組織イルグンによって引き起こされた爆破事件。この事件により91名が死亡し46名が負傷した。

## 概要
当時のパレスチナはイギリスの委任統治領となっており、ホテルもイギリス政府の役所、特に委任統治政庁とパレスチナおよびトランスヨルダンのイギリス軍司令部として利用されていた。
1946年6月29日、イギリス政府はユダヤ人武装組織に対応するためにアガサ作戦（Operation Agatha）を実行し、ユダヤ機関から文書を押収した。押収された文書にはユダヤ機関に都合の悪いものが含まれており、これを消し去るべくイルグンはホテル爆破を立案し、ホテルに爆弾を仕掛けた。イルグンは、爆弾を仕掛けたのでホテルから退去するようホテルに警告を行った。しかしホテルの従業員はこれを無視し、イギリス当局へ直接警告が伝えられることはなかった。同じ警告を受けたパレスチナ・ポストは不安に思い、ホテルに連絡を入れ、ようやくホテルのマネージャーに警告が伝えられた。マネージャーは爆発の数分前にイギリスの役人にこれを伝えたが、避難は指示しなかった。爆発によってホテルの南側部分の西半分が崩壊し、ホテルに面した道路や隣接した建物にいたものにも死傷者が出た。警告した時間および警告そのものは適切であったか、なぜホテル側は避難を指示しなかったかについては結論が出ていない。
この事件はイギリス委任統治時代において最悪の惨事となり、その後の中東戦争期の爆破事件よりも多数の死傷者を出している。
1967年にホテルは商業施設として再オープンし、2006年には爆破事件60周年の記念碑が建てられた。

## 背景

### 爆破の動機

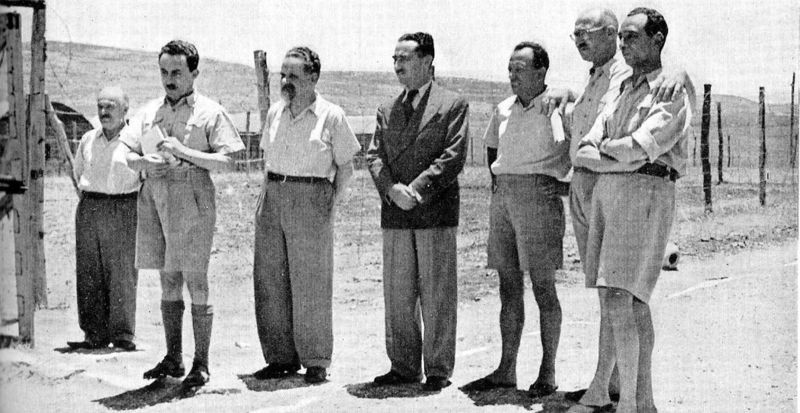
アガサ作戦で逮捕されたシオニスト指導者

6月29日、イギリス軍はイスラエルでは「黒い土曜日（Black Saturday）として知られる」アガサ作戦を実行した。この際、ユダヤ機関の捜索を行い文書を大量に押収した。中にはユダヤ機関と暴力行為の関与を示すユダヤ機関にとって都合の悪い情報も含まれていた。情報はキング・デイヴィッド・ホテルに持ち帰られ、南側部分にある委任統治政庁のオフィスに保管された。イルグンは押収された文書を葬り去るため、南側部分の爆破を決定した。

### ホテルの構造

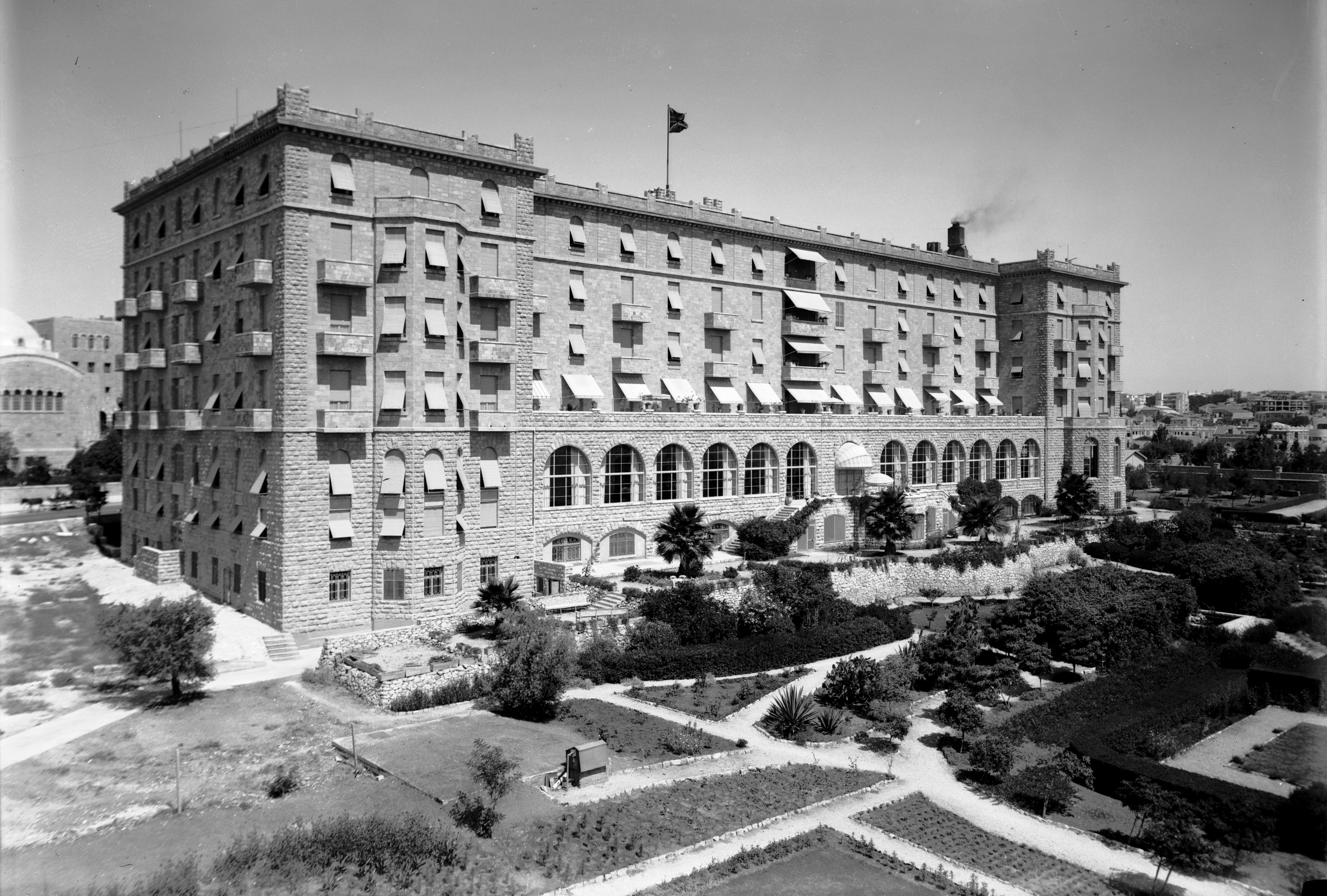
庭園側から見たキング・デイヴィッド・ホテル（1934年から1939年の間に撮影されたもの）

1932年に開業したキング・デイヴィッド・ホテルは、エルサレムで最初の近代的で豪華なホテルだった。6階建てでアルファベットの「I」の形をしており、北側部分と南側部分は中心の長い構造でつながっていた。Julian's Wayという大きな道がホテルの西側に沿って走っていた。フランス領事館に面し、ホテルの入り口に通じる未舗装の路地はそこからホテルの北の端まで走っていた。公園となっていた庭園とオリーブの木立が周囲を取り囲んでいた。

### 政府機関としての利用

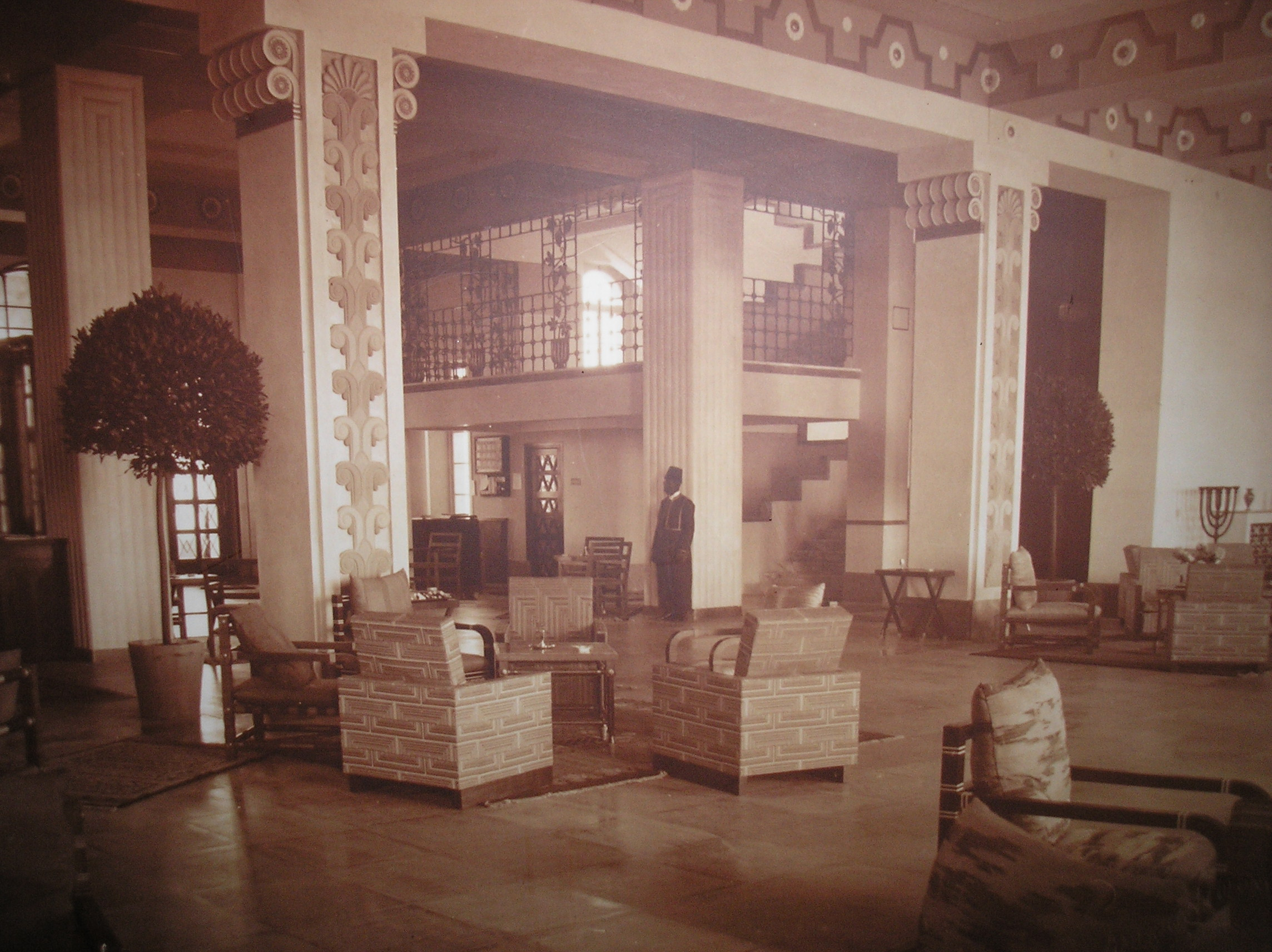
1930年代のロビー

1946年、イギリス委任統治政庁はホテルの最も南側を占有するようになった。軍の本部オフィスも南側部分の最上階と中央部分の3階、4階と最上階を利用していた。軍の電話交換機は地下に設置されていた。別館は憲兵とパレスチナ警察の捜査課が使っていた。
1938年の後半に客室は接収されたが、これは一時的なものになるはずだった。予定では委任統治政庁と軍総司令部のための庁舎が新たに建設されることとなっていた。しかしこれは第二次世界大戦が勃発すると中止となった。この時点でホテルの客室の3分の2以上は政府や軍のために使用されていた。
1946年3月、労働党に所属する国会議員リチャード・クロスマンは「私立探偵、シオニストのスパイ、アラブの王族、特派員、その他もろもろ、皆そこでお互いに盗み聞きをしていた。」と述べている。セキュリティの専門家ブルース・ホフマンはホテルについて「イギリスのパレスチナ支配における中枢神経であった」と記している。

### 事件前の攻撃
イルグンの作戦部長アミチャイ・パグリンは射程4マイルの遠隔操作可能な迫撃砲を開発した。イギリス軍はこれを「V3」と呼称した。1945年にこれを用いた警察署攻撃の後、キング・デイヴィッド・ホテルの南にある公園に6門のV3が隠された。3つは政府の印刷所を狙い、他の3つはホテルそのものに狙いを定めた。ジョージ6世の誕生日に攻撃を行う予定であったが、その計画を知ったハガナーは、ユダヤ機関のテディ・コレックを通じてイギリス政府に警告した。軍の工作部隊は無事にこれを発見した。また他にも組織は不明だが手榴弾をホテルに投げつけた者もいた。これは狙いを外れ当たらなかった。

## 攻撃の準備

### 計画
ハガナーの指導者は初めはこのアイデアに反対であった。しかし1946年7月1日にハガナーから作戦を承認された。ハガナーの総司令官モシェ・スネーは後にイルグンを率いることになるメナヘム・ベギンに手紙を書いた。内容は"chick"の作戦を遂行せよというものであった。計画の承認が出たにもかかわらず、ハガナーからは情勢の変化に応じて、実行を延期する要請がたびたびなされている。最終的にイルグンの作戦部長アミチャイ・パグリン（通称Gidi）とハガナーの精鋭部隊パルマッハの隊長イツハク・サデーによって計画が確定した。

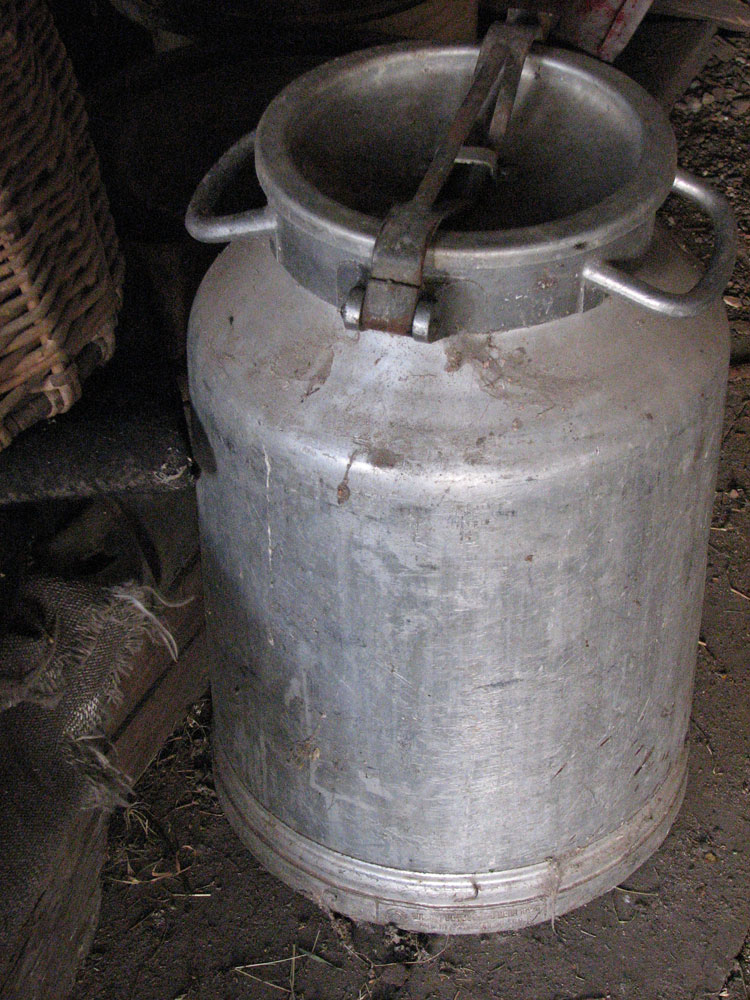
一般的なミルク缶（事件に使われた物と同一の形状とは限らない）

計画では、リーダーのギデオンはスーダン人ウェイターに扮し、その他のメンバーはアラブ人に扮して地下の従業員入り口からミルク缶に隠された爆発物を持ち込むこととなっていた。ミルク缶は地下にあるレストラン「La Régence」の支柱に置かれることになった。その支柱はイギリス政府のオフィスの大半を支えていた。計画の最終確認で、攻撃は7月22日11時00分に実行することが決定された。その時間なら爆発が起こるエリアには誰もいないだろうし、さらにホテルへの侵入も容易であろうと思われた。
14時以降になると常に客で溢れかえっていたため爆弾を仕掛けるのは不可能だと思われた。またデイヴィッド・ブラザーズ・ビルディングにある政府オフィスを攻撃するレヒの作戦が存在し、攻撃時間はこれと同時に作戦を行うためでもあった。しかしこのレヒの作戦は中止となった。イルグンは民間人の犠牲を最小限に抑えることを目的としたという。イルグンは全員が避難できるように明確に予告をしたと述べている。後にこれに関してハガナーとイルグンの間で問題となった。ハガナーはオフィスにもっと人がいない時間、より遅い時間に攻撃をすべきだったと指摘している。

### 警告
警告の送信に関して、またイギリス当局がどのように受け取ったのかについては論争となっている。イルグンの代表は、爆発の前に警告を十分に行い、ホテルから避難する時間は取れたはずだと今までずっと主張し続けている。例えばメナヘム・ベギンは爆発の25分から27分前に電話で警告を行ったと著書に記している。イギリス政府は警告が送信されたことを否定しているとよく言われる。しかし、イギリス政府は警告が送信されたことに関しては否定していない。爆破事件の5ヵ月後、全ての調査が完了した際に「警告が行われなかったのではなく、権限を持つ人間に警告が伝わっていなかった。」と述べている。
アメリカ人の著述家であるサーストン・クラークは、電話警告の時間と爆発の時間を分析している。イルグンは16歳のアディナ・ヘイ（通称テヒア）を雇い、攻撃前に3度警告させている。まず最初に12時22分にヘブライ語と英語両方でホテルの電話交換手に警告が与えられたが、これは無視された。ちなみに委任統治政庁と軍はそれぞれ別の電話交換台を持っていた。12時27分、2回目の警告がホテルの北東に隣接するフランス領事館に送られた。2度目の警告は真剣に受け止められ、職員は建物をくまなく調べ、爆風の影響を軽減するために窓を開け放ちカーテンを閉めた。12時31分、3回目の最後の警告が新聞社のパレスチナ・ポストに送られた。電話交換手はパレスチナ警察の捜査課にこの情報を知らせ、その後ホテルの交換台にも知らせた。ホテルの電話交換手は、ホテルのマネージャーにこれを伝えた。結果ミルク缶が発見されたが、あまりにも遅すぎた。爆発は12時37分に起こった。
警告を無視した理由については、当時偽の爆弾情報が頻繁にあったのが一因かもしれない。事前に爆弾が探索されている事実からすると、当日より以前にデマ情報があったようである。ホテルは厳重に警備されており全ての攻撃は無駄になると考えていたため、イギリス政府は警告を無視したと主張するイスラエル側の人間もいる。ベギンは彼の回想録で、ユダヤの過激派に非難の目を向けさせるためにわざとイギリス政府は退避しなかったと主張している。

### 情報漏れ
パレスチナでの正午過ぎ、ロンドンのUPI通信社は「ユダヤ人テロリストがキング・デーヴィッド・ホテルを爆破した！」という短い電文を受け取った。これを送ったUPIの特派員はイルグンのメンバーで彼の仲間たちをスクープしようとしていた。作戦が時間単位で延期されていることを知らなかったため、彼は作戦が完了する前にこの電文を送信してしまった。支局長はさらなる詳細と確証が得られるまで掲載しないことを決めた。

## 実行
加害者たちはベート・アハロン・タルムード・トーラーで7時に落ち合った。この時初めて標的の情報が知らされた。攻撃には全部でおよそ350kgの爆発物が使用された。ベギンによればデーヴィッド・ブラザーズ・ビルディングの攻撃が中止になったことについて会議を開くため、作戦は延期され、当初の予定より1時間遅れの12時ごろに開始された。
トラックで乗りつけたイルグンのメンバーはレストランに入ると厨房で働いていたアラブ人を一箇所に集め、爆弾を設置した。爆弾は30分後に起爆するようセットされ、彼らはアラブ人の労働者に10分後に逃げ出すよう指示した。彼らは素早く立ち去り、ホテル外の道路にあった小さな爆発物を起爆した。伝えられるところによると、これは当該地域から人を遠ざけるためであったという。事件直後の警察の報告では、この爆発は被害の拡大を招いたと述べている。つまりホテルから野次馬を南西の一角に集めることになってしまったのであるが、それは地下に設置された爆弾の真上だったのである。
実行の際にイルグン側では、アブラハム・アブラモヴィッツとイツァーク・ツァドクの2名が死亡した。イスラエルの歴史家シュムエル・カッツによれば、イルグンの説明では2人はホテルへの侵入の際にイギリス兵に疑いをかけられ小さな銃撃戦となり、撃たれたとしている。元イルグンメンバーのイェフダ・ラピドットの説明では設置後の撤退中に撃たれたとしている。イギリスの政治家ニコラス・ベサルやサーストン・クラークらは、後者の説明に同意している。ベサルによるとアブラモヴィッツは他の6名とともにタクシーを拾って逃げたという。ツァドクは徒歩で他者と一緒に逃げ出した。両者ともにエルサレム旧市街のユダヤ人地区で警察に翌日発見されている。アブラモヴィッツは発見時点で負傷が元で既に死亡していた。

## 爆発

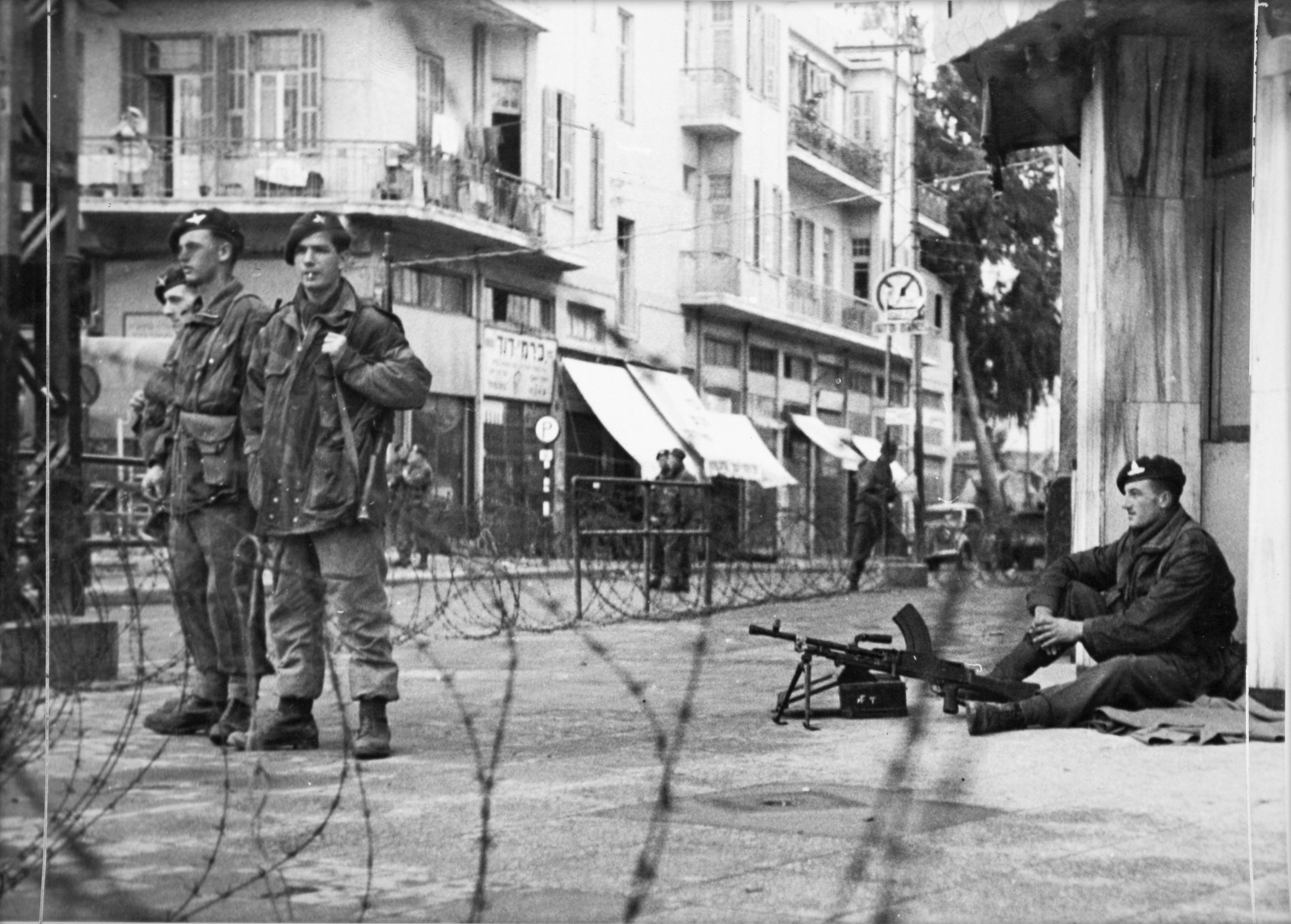
事件後に夜間外出禁止令の出されたテルアビブとイギリス空挺隊員, 1946年7月、 イスラエル国立図書館所蔵

爆発は12時37分に起こり、ホテル南側の西半分が崩壊した。すぐにイギリス工兵部隊から救助隊が到着した。その夜遅くに、工兵は8時間交代で作業するよう3つのグループに分けられた。救助活動はその後3日間続き、トラック2,000台分の瓦礫が除去された。残骸と瓦礫の中から6名の生存者が救出された。建物が崩壊してから24時間後に、最後の救助者が発見された。ほぼ無傷に見えたが翌日にショックを起こして死亡した。
91名が死亡し、ほとんどはホテルか政庁に勤務するものだった。21名は政府の幹部職員、49名は事務員やタイピスト、ホテルや食堂の従業員、13名は兵士で、3名は警察官、そして5名は一般人だった。国別に見るとアラブ人41名、イギリス人28名、ユダヤ人17名、アルメニア人2名、ロシア人、ギリシャ人、エジプト人がそれぞれ1名だった。また49名が負傷した。死者や負傷者にはホテル外の道路にいた者や、隣接した建物にいた者も含まれる。死者のうち13名は身元が確認できなかった。死者の中にはイルグンのシンパだったジュリアス・ジェイコブスや、シオニストの作家で政庁に勤務していたエドワード・スパーリングもいた。

## 反応

### イギリスの反応
爆破事件はイギリスの世論を刺激した。イギリスの新聞では、ユダヤ人の武装勢力に勝利したという政府の声明に水を差したと論じた。『ガーディアン』紙は、イギリスのパレスチナにおける強硬姿勢がテロを活発化させ、国を悪い方向に導き、政府の目指すものとは反対方向に進ませていると論じた。
庶民院では怒りを表明する者もいた。元首相のチャーチルは、熱心にシオニズムを支援してきたが、この事件を批判した。またこの事件を委任統治の問題と関連付け、パレスチナへのユダヤ人移民をもっと許可するよう説いた。パレスチナ委任統治の長官であったジョン・ショウは死者の大半は彼の個人的なスタッフであったと述べている。そして「イギリス人も、アラブ人も、ユダヤ人も、ギリシャ人も、アルメニア人も、幹部職員、警察官、私の付き人、私の運転手、メッセンジャー、護衛、男も女も、老いも若きも、みんな友人だった。」と語った。

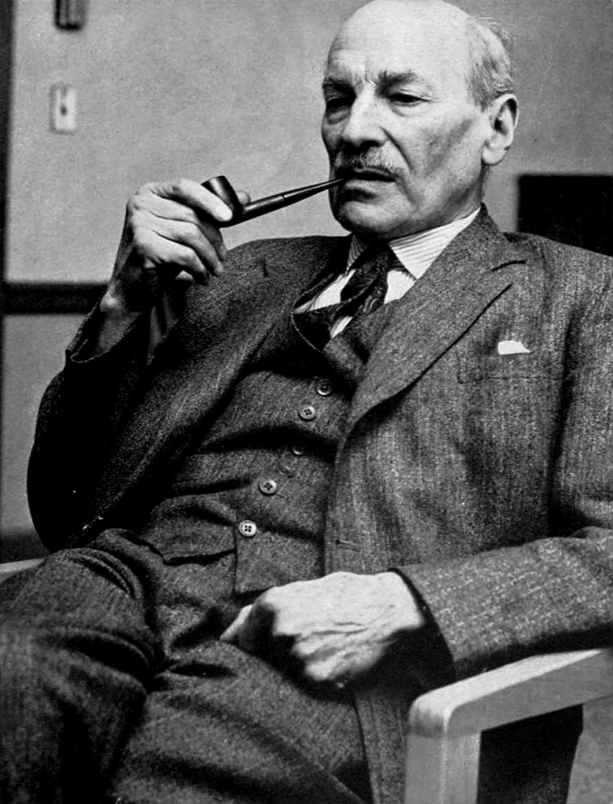
当時のイギリス首相クレメント・アトリー

首相のクレメント・アトリーは庶民院で次のように述べた。
事件以前にモントゴメリーが司令官として赴任した際、彼は旅団長のイヴリン・バーカーに将兵たちに「敵は残酷で狂信的かつ狡猾だ、その上誰が味方で誰が敵か知る術はない。」と言い聞かせるように語った。女性テロリストも存在し、モントゴメリーによると地元住民との交流は止めざるを得なくなった。爆発の数分以内に、バーカーはモントゴメリーの考えを命令として下すことを決定した。娯楽施設、カフェ、レストラン、その他の店、住居にいたるまでユダヤ人の場所は他と隔離することになった。「この措置は軍にとって大変なことだろうが、理由を全て説明したなら皆納得すると確信している。彼らを孤立させた場所に追いやり、我々の蔑視を明らかにすることでユダヤ人を罰しよう。」と彼は締めくくった。彼の言葉は反ユダヤ主義と受け取られユダヤ人を憤慨させた。命令は2週間後に取り消された。
パレスチナの英米合意は最終段階に入っていたが、事件はこれに対してイギリスの方向性を変えることはなかった。1946年7月25日にアトリーはアメリカ合衆国大統領トルーマンに「7月22日にエルサレムで起こった非人間的な犯罪はテロリズムに対し強い対応をとることを求めていますが、ナチズムの被害者である無辜のユダヤ人のことを思えば、可能な限り早くパレスチナに平和をもたらすように立案された政策の導入を阻止すべきではありません。」

### シオニストの反応
ユダヤ人の政治的指導者は公然とこの事件を非難した。ユダヤ機関は「犯罪者の一団によって引き起こされた比類なき悪行」と表した。しかし実際には、イルグンはユダヤ人抵抗運動に応じて活動しており、ユダヤ機関によって管理された組織だった。ユダヤ民族評議会（הוועד הלאומי）は爆破事件を非難した。『エルサレム・ポスト』によると「ハガナーはキング・デイヴィッド・ホテルの攻撃を認可していたが、世界規模の非難があったので事件とは距離を置くようにした。」という。パレスチナのユダヤ系新聞『ハツォフェ』はイルグンの加害者たちに「ファシスト」のレッテルを貼った。
イルグンは事件の関与について声明を発表し、ユダヤ人の犠牲者を追悼し、イギリスの警告への対応に問題があったと非難した。翌1947年7月22日、イルグンは新しく声明を発表した。抵抗組織の連合本部から手紙で指示を受け、出来る限り早くキング・デイヴィッド・ホテルにある政府の役所を攻撃するよう要求されたと述べた。伝えられるところによるとベギン自身は悲しみ、そして怒っていた。ホテルが避難させず、結果としてイルグンの方針に反して民間人の死傷者を出してしまったことに対し彼は怒りを感じていた。イルグンのラジオ放送はユダヤ人の犠牲者を追悼するが、イギリス人に対しては行わないと公表した。なぜならイギリス人はナチのホロコーストで死んだ百万人ものユダヤ人を追悼しなかったからだと説明された。一番被害の多かったアラブ人に対しては哀悼の意が示されることはなかった。

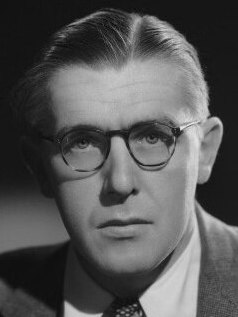
リチャード・クロスマン

シオニズムに共感していたイギリス労働党のリチャード・クロスマンは、事件の直後にハイム・ヴァイツマンを訪れている。シオニストが起こす暴力行為に対するヴァイツマンの複雑な思いは会話の中で明らかとなった。彼は事件に対して非難はするものの事件の原因については同情的であった。キング・デイヴィッド・ホテル爆破事件について話題に上るとヴァイツマンは激しく叫び始めた。「私は、あの子たちを誇りに思わずにはいられない。それがドイツ司令部であったのならヴィクトリア十字章を受けることも出来ただろうに」

## 長官の動向
爆発が起こった時点で委任統治の長官だったジョン・ショウは彼のオフィスにいた。オフィスはホテルの南側部分にあったが、崩壊した西側ではなく東側にあった。ユダヤ人の過激派組織は死者が出た責任をショウに転嫁しようとした。
ベギンはホテルから避難させることを怠った責任がショウにはあると述べた。警察官がショウに電話し「ユダヤ人がホテルに爆弾をしかけたと言っています。」と伝えると、ショウは「私はユダヤ人から命令を受けるためではなく、命令を与えるためにここにいる。」と応じたと語る。1947年のイルグンの広報誌Black Paperではショウはホテルから退去することを禁じたと述べている。「彼は職員に持ち場を離れないよう命じた。結果彼の同僚は亡くなったが、彼はこそこそ逃げ回った。ショウはこのように100人近い人間を死に至らしめたのである。この中にはヘブライ人や我々の同士も含まれていた。」と記してある。
ベギンは参謀長のイスラエル・ガリリから事件翌日の7月23日にこの話を聞いていた。ベサルのインタビューにおいてガリリは、ショウについての話は後にイスラエルの情報機関の長となるボリス・グリエルからのものだと言う。ボリスはAP通信局長のカーター・ダヴィッドソンから聞いたとガリリは答えている。サーストン・クラークはガリリとグリエルの両者にインタビューを行い、そこではグリエルは情報元であったことを否定している。ガリリはショウが警告を受けていたという証拠を何一つ提示できなかった。ダヴィッドソンは1958年に死去したため、ガリリが言ったことについて確認は取れなくなってしまった。ショウについての話は実際のところ「イルグンから批判を逸らすためにハガナーが吹聴した根拠の無い噂で、責任をショウに被せようとしたものだ。」とクラークは評価している。イルグンの幹部だったシュムエル・カッツは後に「その話はもう終わりにしてもいいだろう」と記した。
1948年、ベギンとイルグン広報誌の主張を繰り返し報道する新聞Jewish Londonに対しショウは名誉毀損の訴訟を起こした。新聞は弁護できずショウに対し全面的に謝罪した。ショウがユダヤ人から指図は受けないと言ったという主張について「そのようなことは今まで述べたことはないし、私を知る者なら性格的にそういうことはないと思うだろう。ユダヤ人に対しそのようなことを口にしたことは一切無い。」と述べた。
同じく1948年にはアメリカ人著述家のウィリアム・ジフは著書"The Rape of Palestine"でBlack Paperに書かれていたような話を載せている。そこでは大きな爆発が起こる何分か前にショウはホテルから逃げ出し、同僚を見殺しにしたと書かれている。ショウはまた名誉毀損の訴訟を起こした。イスラエルの弁護士はジフの話を肯定する証拠を見つけられず、出版社は発行を停止しショウに謝罪した。
事件当時ホテルの近くにいたイギリスの証人は全て、ショウの言ったことを信じているとベサルは言う。彼らは、ホテルから脱出できる余裕を持って警告が送られてきたことはなかったと言う。また、ショウはあらかじめ爆弾について知られていなかったし、同僚の生命についても責任は存在しないと語る。唯一の批判はショウはレストランの営業を停止し、従業員入り口に守衛を配置すべきだったというものだった。ショウはこれについて過失だったと認めている。なぜ何も行動を起こさなかったかについては、誰もが表面上正常であるかのように命令をこなしていたし、社会生活を継続させなければならなかった。さらに政庁にはユダヤ人も多く雇われていたのにイルグンが彼らを危険に晒す真似はしないだろうと信じていたからだと述べた。
爆破事件から2ヵ月後、ショウはトリニダード・トバゴの高等弁務官に任命された。イルグンはただちに郵便爆弾を送りつけたがショウに届く前に解除されてしまった。

## 事件後

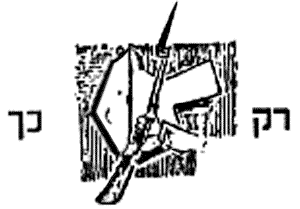
武装運動中に使われたヘブライ文字をあしらったイルグンのシンボル

この事件はユダヤ人過激派とイギリス政府の溝をさらに深めた。1946年7月30日、地下組織のメンバーを捕えるためシャーク作戦（Operation Shark）がテルアビブで実行された。陸軍の4個旅団、約2万の兵士と警察が街の周囲に非常線を張った。歴史家はこの状況を17万人の中から数人の過激派を見つけるのは、干し草の山から針を探すようなものだったと記している。800人近くが拘束され、ラファフの拘置所に送られた。
イギリス政府はパレスチナのユダヤ人に対しさまざまな範囲で自由権を制限する法を制定した。抜き打ちの取調べや家宅捜索、軍による夜間外出禁止令、検問用バリケード、そして多くの逮捕者、法令はこのようなものを産み出した。またベギンたちの当初からの目的であるユダヤ人自身の政府を作ることからは遠ざかることになった。しかしこの法令により、イギリスの世論は委任統治そのものを問題視するようになっていった。
イルグンとレヒは事件の後、一連の攻撃を展開した。『エルサレム・ポスト』によれば爆破事件はイルグンとハガナーのような他のシオニストたちとの統一戦線が終わるまで存在した。その後は敵対的な関係となっていった。イルグンの元メンバーや共感者はイスラエルの近代史は彼らに対し偏見を持っており、ハガナーのような他のグループを好意的に見ていると述べている。
爆破事件後も1948年5月4日まではホテルはイギリス政府に使用されていた。また第一次中東戦争から第三次中東戦争まではイスラエル国防軍の司令部となっていた。その後イスラエルは商業的な施設としてホテルを再び開業した。最近では要人やセレブリティが利用している。

## 軍と警察の報告
1978年、イギリス政府の爆破事件に関連した多様な公文書が30年ルールに従って公表された。その中には軍や警察の調査についてのものも含まれていた。報告書には調査委員会に提出された他の証拠とは矛盾する供述や結論も含まれている。ホテルのセキュリティに悪い影響を与える供述は高等弁務官と内閣に提出される前に報告書から削除された。警察の報告では、フランス領事館は警告を大きな爆発の5分「後」に受け取ったと主張している。これは、複数の目撃者によって否定されている。目撃者の報告では領事館は爆発の5分「前」に窓を開けたという。さらに報告ではパレスチナ・ポストは爆発後まで警告を受けていなかったと主張している。この主張は、報告書内にあるパレスチナ・ポストのスタッフ2名による証言で補強されている。そのうちの一人はパレスチナ警察に以前に述べた供述を撤回するよう圧力をかけられたと語っている。

## テロリズムとしての扱い
テロリズムの歴史について述べる文献において爆破事件は論じられてきた。そこでは20世紀最悪のテロ攻撃と呼ばれている。他方、警告が事前に行われていたこと、民間人の被害を出すつもりは無かったことからテロ行為とは区別されるべきという意見もある。
ブルース・ホフマンは著書「Inside Terrorism」で「今日の多くのテロリストグループとは違って、イルグンはわざと、または思いつきで民間人を対象にすることはなかった。そうではあったが、91名の死者と45名の負傷者を出したことを考えれば、ベギンや彼の擁護者の警告は出されていたという主張をもってしても許されるものではない。…（中略）…確かに、イルグンは死傷する目論見は持っていなかったかもしれないが、類を見ない大惨事を招いたという事実は残されている。…（中略）…その結果今日でも爆破事件は単一のテロ事件としては20世紀における世界でも最悪なテロ事件の一つなのである。」と記した。
イルグンはテロ組織、もしくはテロ行為を行う組織と見られていた。イギリス、1946年のシオニスト会議、そしてユダヤ機関からはテロリストに指定されている。イルグンの活動はMI5にはテロリズムと認識されていたが、「自由の戦士」と呼ぶ者もいた。ベギンはテロリストと自由の戦士は区別されると主張する。テロリストは意図的に民間人を対象に選ぶのに対し、イルグンは民間人の犠牲者を出さないようにしてきたのだからテロリストではないと述べる。
爆破事件60周年記念の催しで、リクード党首のベンヤミン・ネタニヤフは、爆破事件は軍事目標を持った正当な行為であり、民間人に害を与えることを目的としたテロ行為とは区別されると意見を述べた。またネタニヤフは「想像してみて下さい、ハマースやヒズボラがテルアビブの軍司令部に電話して”我々は爆弾を仕掛けた。その地域から脱出するよう求める”と言うところを。そんなことはあり得ないでしょう。ここが違いなのです。」と語った。

## 60周年記念問題

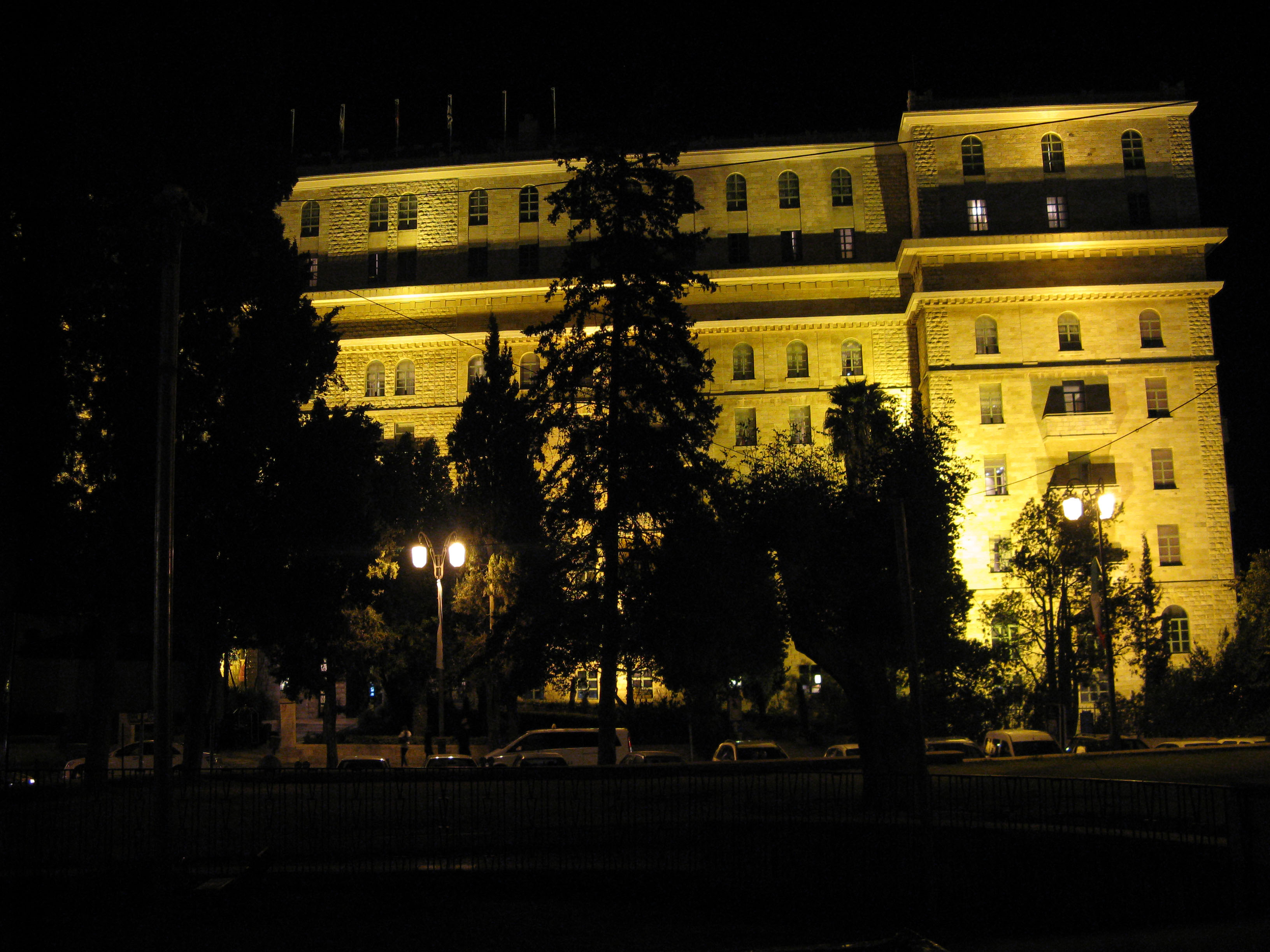
2008年に撮影されたホテル

2006年7月にメナヘム・ベギン・ヘリテッジ・センター（מרכז מורשת מנחם בגין）は爆破事件60周年を記念して会議を開催した。会議には元首相であり、後に首相に返り咲くネタニヤフやイルグンの元メンバーが出席した。そこで除幕された、事件を記念する銘板には「警告の電話があり、ホテル内の人間は直ちに退去するよう促されたが、イギリス人にしか知りえない理由によりホテルは避難しなかった。」と書かれていた。
テルアビブのイギリス大使とエルサレムの総領事は「多くの人命が失われたテロ行為を正しいとは思えず、記念すべきでないと考える。」と抗議した。そして、テロのような行為はそれが前もって警告されたとしても賞賛すべきではないとエルサレム市長に書き送った。また、イギリス政府は銘板を除去することを要求し、イギリスがホテルから避難させることに失敗したというのは真実ではなく、爆弾を仕掛けたものを許すことは出来ないと指摘した。
外交問題に発展しないように、クネセトの議員であるルーベン・リブリンの反対を押し切り、銘板の文章は書き換えられることになった。ヘブライ語の下に記された英語の文章は最終的に「警告の電話があり、ホテルの交換手とパレスチナ・ポスト、フランス領事館に通報され、ホテル内の人間はただちに退去するよう促された。ホテルは避難せず、25分後に爆弾が爆発した。イルグンにとっては残念なことに92名が殺された。」となり、イギリス側が警告を無視したと示唆する文章が取り除かれた。死亡者数にはアブラハム・アブラモヴィッツが含まれている。彼はイルグンのメンバーであり、事件の際に受けた銃傷が元で後に死亡した。ヘブライ語の文章でのみ彼が銃撃戦で死亡したことが触れられている。